# Senegalia polyphylla
Espèce
Synonymes
- Acacia aristeguietana L. Cárdenas[1]
- Acacia glomerosa Benth.[2]
- Acacia langlassei (Britton & Rose) Bullock[2]
- Acacia polyphylla DC.[2]
- Leucaena boliviana Rusby[1]
- Senegalia glomerosa (Benth.) Britton & Rose[2]
- Senegalia langlassei Britton & Rose[2]

Senegalia polyphylla est une espèce de plantes à fleurs de la famille des Fabacées. C'est un arbre.

## Description
C'est un arbre.

## Liste des variétés
Selon The Plant List (28 décembre 2013) :
- variété Acacia polyphylla var. giganticarpa G.P. Lewis

Selon Tropicos (28 décembre 2013) (Attention liste brute contenant possiblement des synonymes) :
- variété Acacia polyphylla var. giganticarpa G.P. Lewis
- variété Acacia polyphylla var. polyphylla
- variété Acacia polyphylla var. rhytidocarpa L. Rico